# شلوار اشتباهی
شلوار اشتباهی یک فیلم کوتاه بریتانیایی در سال ۱۹۹۳ با ترفنداستاپ‌موشن، به کارگردانی نیک پارک در استودیو آردمن است. این فیلم شامل والاس و گرومیت می‌شود، این دومین فیلم با حضور والاس و سگ او گرومیت پس از یک روز بزرگ (۱۹۸۹) است. در این فیلم یک پنگوئن قصد دارد از شلوار هوشمند والاس و گرومیت برای دزدیدن الماس استفاده کند.
شلوار اشتباهی نخستین بار در ۱۷ دسامبر سال ۱۹۹۳ (۲۶ آذر ۱۳۷۲) در ایالات متحده آمریکا، و در ۲۶ دسامبر ۱۹۹۳ (۵ دی ۱۳۷۲) در انگلستان به نمایش درآمد.این فیلم از نظر تجاری موفق بود، و برنده جایزه اسکار بهترین فیلم کوتاه انیمیشن در سال ۱۹۹۳ شد. همچنین الهام بخش یک روز خیریه، به نام روز اشتباهی شد. به دنباله این فیلم اصلاح سه‌تیغ در سال ۱۹۹۵ منتشر شد.

## داستان
والاس در روز تولد گرومیت به او یک شلوار هوشمند هدیه می‌دهد. همچنین تصمیم می‌گیرد یکی از اتاق‌های خود را اجاره دهد تا بتواند پول قبض‌های خود را بپردازد.
مستأجر یک پنگوئن است که به زودی با والاس صمیمی می‌شود و به همین دلیل بین والاس و گرومیت تفرقه می‌افتد و گرومیت تصمیم می‌گیرد که خانه را ترک کند، بنابراین پنگوئن به سراغ شلوار هوشمند رفت و آن را به والاس پوشاند.
سپس پنگوئن به قصد دزدیدن الماس، موزه شهر را بررسی، و گرومیت او را تعقیب کرد. هنگامی که والاس خواب بود، پنگوئن با استفاده از کنترل شلوار هوشمند او را به سمت موزه شهر هدایت کرد و الماس را به سرقت برد.وقتی والاس بیدار شد، پنگوئن او و گرومیت را در کمد زندانی کرد، اما آن‌ها به کمک شلوار هوشمند از کمد بیرون آمده و در نهایت موفق می‌شوند الماس را از او بگیرند و به موزه شهر تحویل دهند.
موزه شهر به عنوان پاداش به والاس و گرومیت سکه‌های زیادی می‌دهد، بنابراین می‌توانند قرض‌های خود را پرداخت کنند. پنگوئن نیز در باغ وحش زندانی می‌شود.